# George Enescu (okręg Botoszany)
George Enescu – wieś w Rumunii, w okręgu Botoszany, w gminie George Enescu. W 2011 roku liczyła 167 mieszkańców.